# Roberto Gervaso
Roberto Gervaso (ur. 9 lipca 1937 w Rzymie, zm. 2 czerwca 2020) – włoski dziennikarz i pisarz.

## Książki
- Borgiowie
- Bracia przeklęci. Historia masonerii
- Cagliostro, seria Biografie Sławnych Ludzi
- Casanova, seria Biografie Sławnych Ludzi